# Kabaddi
Le kabaddi (prononcé : /kəbəɖɖi/ ; en tamoul : கபடி : en pendjabi : ਕਬੱਡੀ ; en hindi : कबड्डी ; en ourdou : کبڈی ; en bengali : হাডুডু) est un sport d’équipe du sous-continent indien populaire dans toute l’Asie du Sud ainsi qu’en Asie du Sud-Est, au Japon et en Iran. Il est particulièrement répandu au Pakistan, au Bangladesh, au Sri Lanka et dans les États indiens du Maharashtra, du Pendjab, du Tamil Nadu et de l'Andhra Pradesh.
Historiquement, le joueur attaquant devait scander le mot kabaddi lorsqu'il est dans la partie du terrain adverse, de manière à ne pas reprendre son souffle. Le terme vient d’un mot hindi signifiant « retenir son souffle ».[réf. nécessaire]

## Jeu

### Déroulement
Le kabaddi oppose deux équipes de 12 joueurs ; 7 sont sur le terrain en même temps et les 5 autres sont remplaçants. Le match dure 2 fois 20 minutes pour les hommes et 2 fois 15 minutes pour les femmes, avec pour chacun 5 minutes de mi-temps.
Chaque équipe passe à son tour en attaque en envoyant dans le camp adverse un raider qui, pendant toute la durée de son assaut, soit 30 secondes maximum, doit dire Kabaddi de manière continue, en principe sans reprendre sa respiration, mais cette règle n'est plus appliquée dans les ligues professionnelles de kabaddi. [réf. nécessaire]
Le raider a pour mission de toucher un ou plusieurs adversaires et de revenir dans son camp — y poser sa main suffit — sans être immobilisé auparavant. Ainsi la mission des défenseurs est de ne pas se faire toucher et de plaquer le raider dans son camp pour qu’il ne puisse revenir. Un raider qui ne revient pas dans son camp est out et ne pourra revenir en jeu que lorsqu’un raider de son équipe éliminera à son tour un joueur adverse. Même plaqué, si le raider arrive à toucher son camp alors tous les défenseurs qui l’ont touché — y compris lors du plaquage — sont out. Chaque adversaire out rapporte un point à l'équipe attaquante. Par ailleurs, il est possible de marquer des bonus si le raider touche un adversaire au-delà d’une ligne proche de la ligne de fond et arrive à revenir dans son camp. À la fin du temps réglementaire, l’équipe qui a le plus de points est désignée vainqueur.
Ce jeu nécessite vitesse, tactique — surtout pour la défense —, réactivité et réflexes pour répondre aux mouvements des adversaires, mais aussi force pour plaquer et résister aux plaquages. Le kabaddi est un mélange à la fois de rugby et de lutte, avec une dimension collective pour les défenses et une dimension individuelle pour les raiders qui se retrouvent seuls face aux défenseurs.

### Organisation
Les matchs sont organisés selon l’âge et le poids des joueurs. Il y a six personnes supervisant le match : trois arbitres — un referee et deux umpires —, une personne s’occupant des points, et deux assistants à cette personne.
Dans la version pendjabie du kabaddi, on joue dans un cercle, où le raider doit courir vers quatre adversaires dans le but de battre un seul avant de courir de son côté du terrain — le plus souvent à un endroit marqué —, pour gagner un point. Si un adversaire bat le raider le point revient à son équipe. On joue ainsi à tour de rôle, et le premier tour vaut un point et demi pour éviter la possibilité d’un match nul.

## Histoire
Le kabaddi puise ses origines dans l’État indien de Tamil Nadu. Il est appelé sadugudu en tamoul et chedugudu en télougou. La Fédération indienne de kabaddi est fondée en 1950 ; elle compile les règles du jeu. La Fédération indienne de kabaddi amateur est fondée en 1973 ; elle change les règles et peut encore le faire. La Fédération asiatique de kabaddi est dirigée par Sharad Pawar (en).
Le Championnat asiatique de kabaddi est organisé tous les ans depuis 1980 ; l’Inde en a toujours été le vainqueur. Le kabaddi est joué aux Jeux asiatiques et est également utilisé comme méthode d’entraînement par la British Army.

## Compétitions

### Coupe du monde de kabaddi
La Fédération internationale de kabaddi (IKF) a organisé trois coupes du monde masculine en 2004, 2007 et 2016, toutes gagnées par l'Inde.

#### Palmarès
| Année                    | Hôte      | Finales   | Finales | Finales   | Troisième    | Troisième | Troisième |
| Année                    | Hôte      | Champions | Score   | Finaliste |              |           |           |
| ------------------------ | --------- | --------- | ------- | --------- | ------------ | --------- | --------- |
| 2004 résultats détaillés | Mumbai    | Inde      | 55-27   | Iran      | Bangladesh   | et        | Canada    |
| 2007 résultats détaillés | Panvel    | Inde      | 29-19   | Iran      | Bangladesh   | et        | Japon     |
| 2016 résultats détaillés | Ahmedabad | Inde      | 38-29   | Iran      | Corée du Sud | et        | Thaïlande |

#### Tableau des médailles
| Rang | Nation       | Or | Argent | Bronze | Total |
| ---- | ------------ | -- | ------ | ------ | ----- |
| 1    | Inde         | 3  | 0      | 0      | 3     |
| 2    | Iran         | 0  | 3      | 0      | 3     |
| 3    | Bangladesh   | 0  | 0      | 2      | 2     |
| 4    | Japon        | 0  | 0      | 1      | 1     |
| 4    | Canada       | 0  | 0      | 1      | 1     |
| 4    | Corée du Sud | 0  | 0      | 1      | 1     |
| 4    | Thaïlande    | 0  | 0      | 1      | 1     |
|      | Total        | 3  | 3      | 6      | 12    |

### Les Jeux asiatiques

#### Palmarès

##### Hommes
| Année                    | Ville     |           | Finale | Finale     | Finale       |       | Petite finale     | Petite finale | Petite finale |
| Année                    | Ville     | Vainqueur | Score  | Finaliste  | Troisième    | Score | Quatrième         |               |               |
| 1990 résultats détaillés | Beijing   | Inde      | NC     | Bangladesh | Pakistan     | NC    | Chine Japon Népal |               |               |
| 1994 résultats détaillés | Hiroshima | Inde      | NC     | Bangladesh | Pakistan     | NC    | Japon             |               |               |
| 1998 résultats détaillés | Bangkok   | Inde      | NC     | Pakistan   | Bangladesh   | NC    | Sri Lanka         |               |               |
| 2002 résultats détaillés | Busan     | Inde      | NC     | Bangladesh | Pakistan     | NC    | Japon             |               |               |
| 2006 résultats détaillés | Doha      | Inde      | 35–23  | Pakistan   | Bangladesh   | 37–26 | Iran              |               |               |
| Année                    | Ville     |           | Finale | Finale     | Finale       |       | Troisième         | Troisième     | Troisième     |
| Année                    | Ville     | Vainqueur | Score  | Finaliste  |              |       | Troisième         | Troisième     | Troisième     |
| 2010 résultats détaillés | Guangzhou | Inde      | 37–20  | Iran       | Pakistan     | et    | Japon             |               |               |
| 2014 résultats détaillés | Incheon   | Inde      | 27–25  | Iran       | Corée du Sud | et    | Pakistan          |               |               |

##### Femmes
| Année                    | Ville     |           | Finale | Finale    | Finale     |    | Troisième  | Troisième | Troisième |
| Année                    | Ville     | Vainqueur | Score  | Finaliste |            |    | Troisième  | Troisième | Troisième |
| 2010 résultats détaillés | Guangzhou | Inde      | 28–14  | Thaïlande | Bangladesh | et | Iran       |           |           |
| 2014 résultats détaillés | Incheon   | Inde      | 31–21  | Iran      | Thaïlande  | et | Bangladesh |           |           |

#### Tableau des médailles
| Rang  | Nation       | Or | Argent | Bronze | Total |
| ----- | ------------ | -- | ------ | ------ | ----- |
| 1     | Inde         | 9  | 0      | 0      | 9     |
| 2     | Bangladesh   | 0  | 3      | 4      | 7     |
| 3     | Iran         | 0  | 3      | 1      | 4     |
| 4     | Pakistan     | 0  | 2      | 5      | 7     |
| 5     | Thaïlande    | 0  | 1      | 1      | 2     |
| 6     | Japon        | 0  | 0      | 1      | 1     |
| 6     | Corée du Sud | 0  | 0      | 1      | 1     |
| Total | Total        | 9  | 9      | 13     | 31    |

### Ligues professionnelles
Il existe en Inde plusieurs ligue professionnelles de kabaddi. Pour les hommes la principale s’appelle la Pro Kabaddi League et pour les femmes il s'agit du Women's Kabaddi Challenge.